# Synema variabile
Synema variabile är en spindelart som beskrevs av Lodovico di Caporiacco 1939. Synema variabile ingår i släktet Synema och familjen krabbspindlar.
Artens utbredningsområde är Etiopien. Inga underarter finns listade i Catalogue of Life.